# Żyła
Żyła (łac. vena) – naczynie krwionośne prowadzące krew do serca. Najczęściej jest to krew odtlenowana (tylko w żyłach płucnych i pępowinowych jest ona utlenowana).

Wideo przedstawia pracę zastawki żylnej

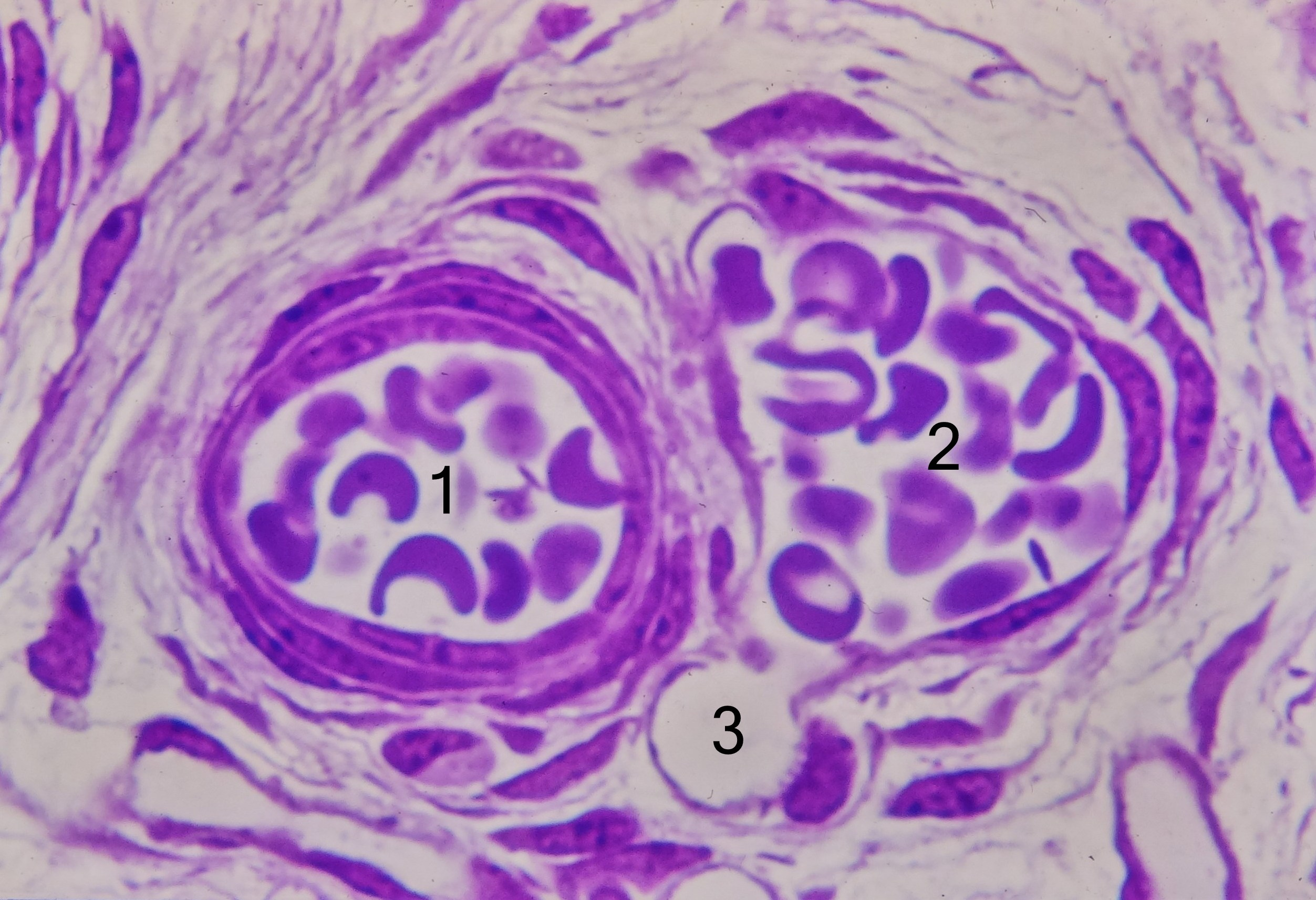
Przekrój przez tętniczkę (1), żyłkę (2) i naczynie włosowate (3), preparat barwiony fioletem krystalicznym

Naczynia żylne mają cienką warstwę mięśniówki gładkiej, ściany wiotkie, przez co ich przekrój jest owalny. Żyły mogą posiadać zastawki zapobiegające cofaniu się krwi. Prowadzą ją z obwodu do serca, a jej kolor zależy od tego, dokąd ją prowadzą: jeżeli z obwodu do prawego przedsionka, to krew jest ciemnowiśniowa (gdyż jest pozbawiona tlenu i bogata w produkty przemiany materii), natomiast w żyłach idących od płuc ku przedsionkowi lewemu krew jest jasnoczerwona (z powodu mocnego utlenowania).

## Większe żyły
- żyła główna górna (vena cava superior) i żyła główna dolna (vena cava inferior)
- żyła nieparzysta (vena azygos)
- żyła wrotna (vena portae)
- żyła szyjna wewnętrzna (vena iugularis interna) i żyła szyjna zewnętrzna (vena iugularis externa)

Ściana żyły jest zbudowana z:
- błony zewnętrznej
- warstwy mięśniowej
- śródbłonka.

Żyły krążenia wielkiego dzielimy na dwie grupy:
- żyły głębokie (towarzyszące tętnicom)
- żyły powierzchowne (niezależne od tętnic).